# Periódico ABC
ABC Noticias MX (anteriormente llamada como Periódico ABC) es un periódico mexicano con sede en la ciudad de Monterrey, Nuevo León, fundado en 1985.

## Historia
En 1985 Gonzalo Estrada Cruz y sus hijos decidieron fundar el Periódico ABC que salió a la venta por primera vez en junio de 1985. En aquel tiempo el periódico tenía un costo de 3 pesos.
Cuenta con una estación de Radio en la frecuencia 660AM.
Es una empresa hermana de Grupo Radio Alegría, dueña de estaciones como Digital 102.9 y La Sabrosita.
Su edición impresa ha sido reconocida en diversas ocasiones por el diseño tal como Award of Excellence 2015 - Redesigns Overall Newspaper - otorgado por la
The Society of News Design.
En 2018, el periódico sufre una transformación de su nombre enfocándose en el crecimiento digital y cambia su nombre a ABC Noticias MX.
Su línea editorial está basada en los siguientes lineamientos:
- Participación ciudadana
- Seguridad
- Anticorrupción
- Movilidad y Planeación Urbana
- Medio Ambiente
- Cultura y Entretenimiento